# Theridion cuspulatum
Espèce
Theridion cuspulatum est une espèce d'araignées aranéomorphes de la famille des Theridiidae.

## Distribution
Cette espèce est endémique du Cap-Vert.

## Publication originale
- Schmidt & Krause, 1998 : Spinnen von Santo Antão und Maio sowie zwei Salticidae von Fogo und São Nicolau (Cabo Verde) (Arachnida: Araneae). Entomologische Zeitschrift, Frankfurt am Main, vol. 108, p. 416-428.